# Lorne Main
Lorne Garnet Main (ur. 9 lipca 1930 w Vancouver, zm. 14 października 2019) – kanadyjski tenisista, reprezentant w Pucharze Davisa, czołowy zawodnik świata w starszych kategoriach wiekowych.
Main, zawodnik praworęczny, wyróżniał się na korcie oburęcznym uchwytem przy obu podstawowych uderzeniach – z forhendu i bekhendu. Jako uczestnik rozgrywek międzynarodowych w Ameryce Północnej i Europie stał się prekursorem oburęcznej gry, który to styl w latach 90. XX wieku wyniósł na szczyt rankingu światowego Monicę Seles. Przyjęcie takiego sposobu gry Main tłumaczył nawykami nabytymi w baseballu.
Sukcesy na korcie odnosił od 9. roku życia. W 1944 zdobył cztery tytuły mistrzowskie w USA i Kanadzie w kategorii do 15 lat, a w wieku 16 lat został pierwszą rakietą juniorską w Kanadzie i pozostawał liderem przez kolejne trzy lata, wygrywając także turnieje w kategorii do lat 18, m.in. mistrzostwo Kolumbii Brytyjskiej i całej Kanady. W latach 1949–1951 korzystał ze stypendium sportowego na University of California w Berkeley, gdzie doszedł do pozycji lidera reprezentacji uczelnianej w grze pojedynczej i podwójnej. W 1949 został mistrzem miasta Vancouver, w tym samym roku był finalistą międzynarodowych mistrzostw Kanady; przegrał w finale z Henri Rochonem. W 1950 sięgnął po mistrzostwo Kolumbii Brytyjskiej na nawierzchni ziemnej i trawiastej oraz mistrzostwo Kanady Zachodniej na trawie. W 1951 został międzynarodowym mistrzem Kanady w deblu w parze z rodakiem Brendanem Mackenem, trzy lata później powtórzył sukces w parze z Chilijczykiem Ayalą. Z innych sukcesów Maina na kortach krajowych wymienić można mistrzostwo Quebecu w hali (1951) i na kortach otwartych (1953, 1954) oraz mistrzostwo Ontario w grze pojedynczej (1951–1954).
W 1954 Main wygrał prestiżowy turniej w Monte Carlo, co uchodzi za jego największy sukces w karierze. Uczestniczył kilkakrotnie w turniejach Wielkiego Szlema, w 1951, 1953 i 1954 dochodząc do III rundy mistrzostw USA, a w 1954 także do III rundy mistrzostw Francji i Wimbledonu. W 1951 w parze z Mackenem był ćwierćfinalistą Wimbledonu w deblu, Kanadyjczycy ulegli wówczas wiceliderom rozstawienia Savittowi i Mulloyowi. Sezon 1954 był najbardziej udany w karierze Maina, który poza sukcesem w Monte Carlo wygrał w grze pojedynczej w St. Petersburgu (Floryda) i w Belgii, a w deblu triumfował w Orlando i w Irlandii (w parze z Amerykaninem Gilem Sheą, z którym w tym samym roku przegrał w III rundzie Wimbledonu w pięciu setach) oraz na Jamajce (w parze z Amerykaninem H. Burrowsem). W III rundzie mistrzostw USA 1954, w których rozstawiony był z numerem 18, uległ czołowej rakiecie świata Amerykaninowi Trabertowi.
W latach 1949–1958 klasyfikowany był w czołowej piątce rankingu kanadyjskiego, w 1951 awansował na pierwsze miejsce, w 1952 był wiceliderem, w latach 1953–1954 ponownie pozostawał na czele. W latach 1949–1955 Main reprezentował Kanadę w Pucharze Davisa. W tym czasie Kanada regularnie dochodziła do finałów lub półfinałów strefy amerykańskiej, pokonując reprezentacje Meksyku, Chile i Kuby (w 1954 Kanadyjczycy ulegli jednak Meksykanom), ale pozostając bez szans z silnymi Australijczykami (sic) i Amerykanami. Bilans Maina w zespole narodowym to 10 zwycięstw i 11 porażek w grze pojedynczej oraz 4 wygrane i 3 porażki w deblu. Ulegał zarówno mocnym Australijczykom z ekipy Hopmana: Sidwellowi, McGregorowi, Sedgmanowi i Hartwigowi, jak i Amerykanom: Trabertowi, Patty'emu, Seixasowi (dwukrotnie), Flamowi. W 1954 pokonał w pięciu setach Chilijczyka Ayalę. W latach 1958–1961 kierował reprezentacją jako niegrający kapitan.
Lorne Main z powodzeniem kontynuował starty w zawodach tenisowych weteranów. Był liderem rankingu światowego Międzynarodowej Federacji Tenisowej ITF w kategoriach od 55 do 80 lat, wygrywał mistrzostwa świata seniorów 12-krotnie w grze pojedynczej i 13-krotnie w grze podwójnej (z czego 12 razy z Kenem Sinclairem).
W 1975 został wpisany do Hall of Fame sportu Kolumbii Brytyjskiej, a w 1991 – do Canadian Tennis Hall of Fame.